# Philipp Schrepfer
Philipp Schrepfer (* 13. April 1906 in Würzburg; † 18. September 1978 ebenda) war ein deutscher Kunstschmied und Präsident der Handwerkskammer für Unterfranken.

## Leben
Nach dem Besuch der Volksschule machte Schrepfer die Lehre zum Schlosser und besuchte die Berufsschule sowie die Kunst- und Handwerkerschule in Würzburg, anschließend die Akademie der Staatsschule für angewandte Kunst in Nürnberg. 1931 bestand er die Meisterprüfung zum Kunstschmied und gründete ein eigenes Geschäft in Würzburg. In den dreißiger Jahren war er nebenamtlich als Lehrer an der Kunst- und Handwerkerschule tätig. Im Zweiten Weltkrieg wurde er im Kriegsdienst eingesetzt, dabei verwundet und schließlich in Gefangenschaft genommen. Nach der Entlassung war er am Neuaufbau der Berufsschule Würzburg beteiligt und dort zwei Jahre lang als Lehrer tätig. Seine Kunstschmiedearbeiten sind weltweit an vielen öffentlichen Gebäuden zu sehen, er beteiligte sich auch an zahlreichen Ausstellungen. Der Obermeister der Würzburger Schlosserinnung wurde 1951 Vizepräsident der Handwerkskammer für Unterfranken, von 1953 bis 1974 war er deren Präsident und danach Ehrenpräsident. Ferner war er auch stellvertretender Vorsitzender des Kulturausschusses des deutschen Handwerks in Bonn, des Süddeutschen Kunststoffzentrums in Würzburg und des Instituts für Kunststoffverarbeitung an der Technischen Hochschule Aachen. Des Weiteren war er Mitglied und alternierter Vorstandsvorsitzender der AOK Würzburg und in einigen berufsnahen Verbänden und Körperschaften freiwillig tätig. Von 1965 bis 1975 gehörte er dem Bayerischen Senat an.